# Спанног, Эмиль
Эмиль Спанног (фр. Emile Spannoghe; 30 октября 1879, Гримберген, Халле-Вилворде — неизвестно) — бельгийский футболист, бронзовый призёр летних Олимпийских игр 1900.
На Играх 1900 в Париже Спанног входил в состав бельгийской команды. Он забил гол в единственном матче против Франции, однако его сборная в итоге проиграла, заняв третье место и получив бронзовые медали.